# Micryletta
Micryletta és un gènere de granotes de la família Microhylidae que es troba a Myanmar, la Xina, Malàisia, Sumatra i les Illes Andaman i Nicobar.

## Taxonomia
- Micryletta inornata (Boulenger, 1890).
- Micryletta steinegeri (Boulenger, 1909).